# Jørgen Skov
Jørgen Skov (født 12. november 1925 i København - død 28. marts 2001) var en dansk filmfotograf.

## Liv og karriere
Efter sin uddannelse til portrætfotograf i 1945, blev Jørgen Skov ansat som kameraassistent hos Nordisk Film. Den første film Skov var med til at producere, var Ta' hvad du vil há (1947). Fra 1949 til 1973 producerede han over 50 film. Han var også fotograf på enkelte episoder i tv-serien Huset på Christianshavn fra 1970 til 1974.
I perioden 1962 indtil 1969 var Jørgen Skov formand for Dansk Filmfotograf Forbund. I 1963 vandt han sølvprisen i fotografi for filmen Den kære familie ved Moskvas Internationale Filmfestival. Skov arbejdede primært sammen med instruktøren Erik Balling, men efter en uoverenstemmelse, forlod han Nordisk Film i 1973. Hans sidste film blev Olsen-banden går amok udgivet samme år.
Skov fik efter sin tid på Nordisk Film en karriere som kulturchef i Hvidovre, indtil han gik på pension i 1991. Han døde den 28. marts 2001 i en alder af 75 år.